# Tarjei Dale
Tarjei Dale (Skien, 4 gennaio 1983) è un calciatore norvegese, attaccante dello Skiens Grane.

## Carriera

### Club
Dale arrivò all'Odd Grenland dal Gjerpen. Debuttò nella prima squadra il 26 giugno 2002, sostituendo Christian Flindt-Bjerg nel successo per due a zero sul Bærum, in un match valido per l'edizione stagionale della Coppa di Norvegia 2002. Il 28 luglio dello stesso anno, esordì nella Tippeligaen: subentrò a Espen Hoff nella vittoria per due a zero sul Moss. Segnò la prima rete nella massima divisione norvegese il 4 maggio 2003, nel successo per due a zero in casa del Tromsø.
Nel 2005, giocò in prestito al Pors Grenland, in Adeccoligaen. Vestì per la prima volta la maglia del nuovo club in occasione del pareggio per tre a tre in casa dell'Alta. Il 26 giugno arrivò l'unica marcatura in campionato in squadra, nell'uno a uno contro il Bryne. Tornò poi all'Odd Grenland nel corso dello stesso anno.
Al termine del campionato 2006, l'Odd dovette affrontare gli spareggi per non retrocedere contro il Bryne. Dale fu titolare nel match d'andata e segnò una doppietta, contribuendo al tre a zero della sua squadra. Nella sfida di ritorno, vinta dall'Odd Grenland per sette a uno, fu autore di una tripletta.
Il 15 agosto 2008 passò a titolo definitivo al Sogndal. Firmò un contratto dalla durata triennale. Debuttò in squadra il 17 agosto, sostituendo Mats Solheim nell'uno a uno in casa del Moss. Una settimana dopo, arrivarono le prime reti: segnò infatti una doppietta nel tre a zero inflitto al Kongsvinger.
Il 4 gennaio 2010 si trasferì al Notodden.

### Nazionale
Dale giocò 6 partite per la Norvegia under 21, con una rete. Esordì il 13 gennaio 2004, sostituendo Jone Samuelsen nella vittoria per cinque a zero sul Qatar under 21. Il gol arrivò invece nel tre a due inflitto alla Danimarca under 21.